# جون غريغوري (لاعب كريكت بريطاني)
جون غريغوري (17 أغسطس 1842 - 28 يونيو 1894) (بالإنجليزية: John Gregory)‏ هو لاعب كريكت بريطاني.